# Montefalcone Appennino
Pour les articles homonymes, voir Montfalcone (homonymie).
Montefalcone Appennino est une commune italienne de moins de  1 000 habitants, située dans la province de Fermo, dans la région Marches, en Italie centrale.

## Administration
| Période                                  | Période  | Identité    | Étiquette | Qualité |
| ---------------------------------------- | -------- | ----------- | --------- | ------- |
| 16 juin 2004                             | En cours | Adamo Rossi |           |         |
| Les données manquantes sont à compléter. |          |             |           |         |

### Hameaux
Luogo di Sasso, Cese, San Biagio, Bofaro, Faveto, San Lorenzo, Marulla

### Communes limitrophes
Amandola, Comunanza, Force, Monte San Martino, Santa Vittoria in Matenano, Smerillo